# La La La (LMFAO)
La La La è una canzone eseguita dal duo americano LMFAO. È stata pubblicata come secondo singolo dal loro album di debutto Party Rock e trasmessa per la prima volta in radio l'8 settembre 2009.
La canzone è stata utilizzata in uno spettacolo di danza coreografato da Napoleon e Tabitha, durante la 6edizione dei Primetime Emmy Awards con Karina Smirnoff, Maksim Chmerkovskiy, Joshua Allen, Katee Shean, Mark Kanemura e Quest Crew di America's Best Dance Crew.
La canzone ha ottenuto risultati commerciali medi per gli LMFAO negli Stati Uniti, rispetto a quelli del loro singolo precedente I'm in Miami Bitch, piazzandosi alla posizione 55 della Billboard Hot 100.
Questa canzone è disponibile come DLC per il gioco karaoke Lips.

## Musica e struttura
"La La La" è una canzone che presenta spiccate caratteristiche di electropop e dance con influenze del synthpop degli anni '80.
Il testo parla di sentirsi "al settimo cielo" per un amore/compassione ossessiva per qualcuno. È composta in gran parte da sintetizzatori degli anni '80, hi-hat ritmici e dall'uso di un vocoder durante il ritornello della canzone.

## Video musicale
Il videoclip si apre con Redfoo che progetta un programma su di un computer battendo la tastiera in diversi e strani modi. Dopo alcuni secondi entra SkyBlu indossando la maschera da "Shuffle Bot", e Redfoo gli illustra il programma appena terminato. Il programma è chiamato La La La Experience ed è in grado di far vivere un'esperienza virtuale con una qualsiasi ragazza scelta da una foto.
SkyBlu si offre volontario per provarla inserendo l'immagine della ragazza desiderata per testarla. Fissano le foto del gruppo pop americano Paradiso Girls, in particolare del membro del gruppo Chelsea Korka (che è la fidanzata di SkyBlu nella realtà). Scattano la sua foto e la aggiungono alla simulazione.
Il programma inizia, che porta alla canzone del titolo del video musicale. Il video presenta un tema neo-spaziale colorato che si adatta al testo della canzone di euforia e amore per una donna. SkyBlu e Redfoo sono visti interagire separatamente con i loro interessi amorosi (rispettivamente Korka e Jonna Mannion), durante la simulazione molti personaggi sono visti durante il ritornello e la fine della canzone. 
Questo video include anche la prima apparizione nota dello Shuffle Bot. In questo video, lo Shuffle Bot è color argento, nei nuovi è color oro. Il video ha raggiunto oltre le 100 milioni di visualizzazioni.

## Classifiche
| Classifica (2009)           | Posizione massima |
| --------------------------- | ----------------- |
| Slovacchia                  | 57                |
| Regno Unito                 | 144               |
| Stati Uniti                 | 55                |
| Stati Uniti (Heatseekers)   | 1                 |
| Stati Uniti (Hot Rap Songs) | 20                |
| Stati Uniti (Pop Songs)     | 38                |